# Hinrich Wriede
Hinrich Wriede (* 4. September 1882 in Finkenwerder; † 2. Mai 1958 in Hamburg) war ein deutscher Schriftsteller.

## Leben
Wriede besuchte die Schule und das Lehrerseminar in Hamburg.  1906 gründete er zusammen mit seinem Vetter Gorch Fock die Finkwarder Speeldeel. Im Ersten Weltkrieg war er Offizier. Von 1934 bis 1939 war er Schulleiter der Käthnerkampschule in Barmbek, bis diese von einer Volksschule zu einer Sonderschule für Lernbehinderte umgewandelt wurde.
1933 trat Wriede der NSDAP und dem NSLB bei; 1937 ging er in die SA-Reserve. In dieser Zeit widmete er sich intensiv durch Gaureden und schriftstellerische Arbeit der Verbreitung der NS-Propaganda und beteiligte sich federführend in seinem Werk „Erinnerungen an Gorch Fock“ an der Vereinnahmung und verfälschenden Interpretation der Werke seines Vetters Gorch Fock durch die Nationalsozialisten. Er arbeitete in der Reichsschrifttumskammer unter Leitung des Propagandaministers Goebbels als Fachberater für Plattdeutsch.
Einer von Wriedes Schülern während seiner Zeit an der Käthnerkampschule war der Journalist und Schriftsteller Hans-Jürgen Massaquoi. Massaquoi beschreibt Wriede in seiner Autobiografie Neger, Neger, Schornsteinfeger! als überzeugten Nationalsozialisten und Rassisten. Wriede habe Massaquoi aufgrund dessen Hautfarbe immer sehr feindselig behandelt. Wriede habe sich „als fanatischer Anhänger Hitlers“ gezeigt, „was er auch dadurch unterstrich, dass auch er ein allerdings rötlichblondes Hitlerbärtchen trug“.
In der Dokumentation „Schule unterm Hakenkreuz, die braunen Lehrer des schwarzen Schülers, Teil 1: Hinrich Wriede“, von Hans-Peter de Lorent, wird dargestellt, dass der zuständige beratende Ausschuss im Entnazifizierungsverfahren Wriede in seinem anschließenden Urteil als „sehr betonten und primitiven Nationalsozialisten“ charakterisierte.
1942 wurde Wriede aus Krankheitsgründen in den vorzeitigen Ruhestand versetzt. Nach dem Entnazifizierungsverfahren wurden seine Pensionsbezüge herabgesetzt, 1953 aber wieder auf die Bezüge eines Direktors erhöht. Wriede bemühte sich im Entnazifizierungsverfahren belasteter Kollegen, „Persilscheine“ auszustellen, verharmloste seine Tätigkeit in der Nazizeit und berief sich zu seiner Ehrenrettung darauf, vor 1933 sogar Mitglied der SPD gewesen zu sein.
In Bremen wurde die Hinrich-Wriede-Straße, eine kurze Seitenstraße und Sackgasse, nach ihm benannt. 2021 ist die Straße in Achterhook umbenannt worden.

## Darstellung im Film
In der Verfilmung der Autobiografie Hans-Jürgen Massaquois Neger, Neger, Schornsteinfeger! wird Wriede von dem Schauspieler Helmut Zhuber dargestellt.

## Werke

### Plattdeutsch
- Fischerlüd. En Truerspill. Möhlmann, Finkwärder 1909
- Woterkant. En Hög in en Hiew. (mit Gorch Fock), Möhlmann, Finkwärder 1911
- Leege Lüd. Een lustig Spillwark. in: Gorch Fock: Cili Cohrs. Irnsthaftig Spill. Quickborn-Verlag, Hamburg 1914 (Uraufführung im Ohnsorg-Theater  am 24. Januar 1914)
- Sill Külper. Hermes, Hamburg 1914
- Plattdütsche Jungs in ’n Krieg. Kriegsbiller. (mit Gorch Fock, Otto Garber, Rudolf Kinau, Gustav Friedrich Meyer), Quickborn-Verlag, Hamburg 1917
- Lüd van'n Neß. Finkwarder Geschichten. Quickborn-Verlag, Hamburg 1921
- Hoochdütsch lihrn. Een lütt lustige Geschichte. Meißner, Hamburg 1934
- Hol’t Mul! Spionen! En Spill in 1 Törn. Mahnke, Veern 1935
- Hein Dickkupp. Komedi in dree Törns. Quickborn-Verlag, Hamburg 1937

Ungedruckte bzw. nicht in Katalogen ermittelte Werke:
- Kreetslag. Een lustig Spill in 3 Uptög. 1920, (Uraufführung in der Finkwarder Speeldeel)
- Lebennige Schulln. Een Lustpill in 3 Uptög. 1926, (Uraufführung: Niederdeutsche Bühne Hamburg im Wandsbeker Stadttheater am 10. März 1926)

### Hochdeutsch
- Der Mann im Sturm. Ein Roman von der Niederelbe. Roman, 1921
- Die Elbinsel Finkenwärder. (mit Walter Scheidt), München 1927

## Hörspiele
- 1924: Leege Lüd. Enn lustig Spillwark in een Törn - Produzent: NORAG (Hamburg) – Regie: Nicht angegeben, mit Richard Ohnsorg, Hans Langmaack, Hans Baas, Karl Pündter, Magda Bäumken, Aline Bußmann u. a.
- 1925: Leege Lüd. Enn lustig Spillwark in een Törn - Produzent: NORAG (Hamburg) - Regie: Hans Böttcher, mit Hermann Möller, Paul Möhring, Hans Baas, Magda Bäumken, Karl Pündter u. a.
- 1926: Leege Lüd. Enn lustig Spillwark in een Törn - Produzent: NORAG (Hamburg) - Regie: N. N., mit Richard Ohnsorg, Hans Langmaack, Ferdinand Krantz, Karl Pündter, Hermann Möller u. a.
- 1926: Leege Lüd. Enn lustig Spillwark in een Törn - Produzent: NORAG (Hamburg) - Regie: Otto Mensing, mit Otto Mensing, Bruno Günzel, Albert Glawe, Willy Martini, Paul Jessen u. a.
- 1951: Leege Lüd - Produzent: RB; Regie: Fritz Börner, mit Emil Riemer, Hermann Menschel, Hans Joachim Schenck, Erich Keddy, Wilhelm Westernhagen, Hella Schöttler u. a.
- 1953: Hein Mewes un de Appelsprütt - Produzent: RB; Regie: Peterpaul Maria Schulz
- 1957: Leege Lüd - Produzent: NDR; Regie: Günter Jansen, mit Hartwig Sievers, Otto Lüthje, Heinz Lanker, Karl-Heinz Kreienbaum, Erna Raupach-Petersen, Hilde Sicks u. a.